# Akvadukt Águas Livres

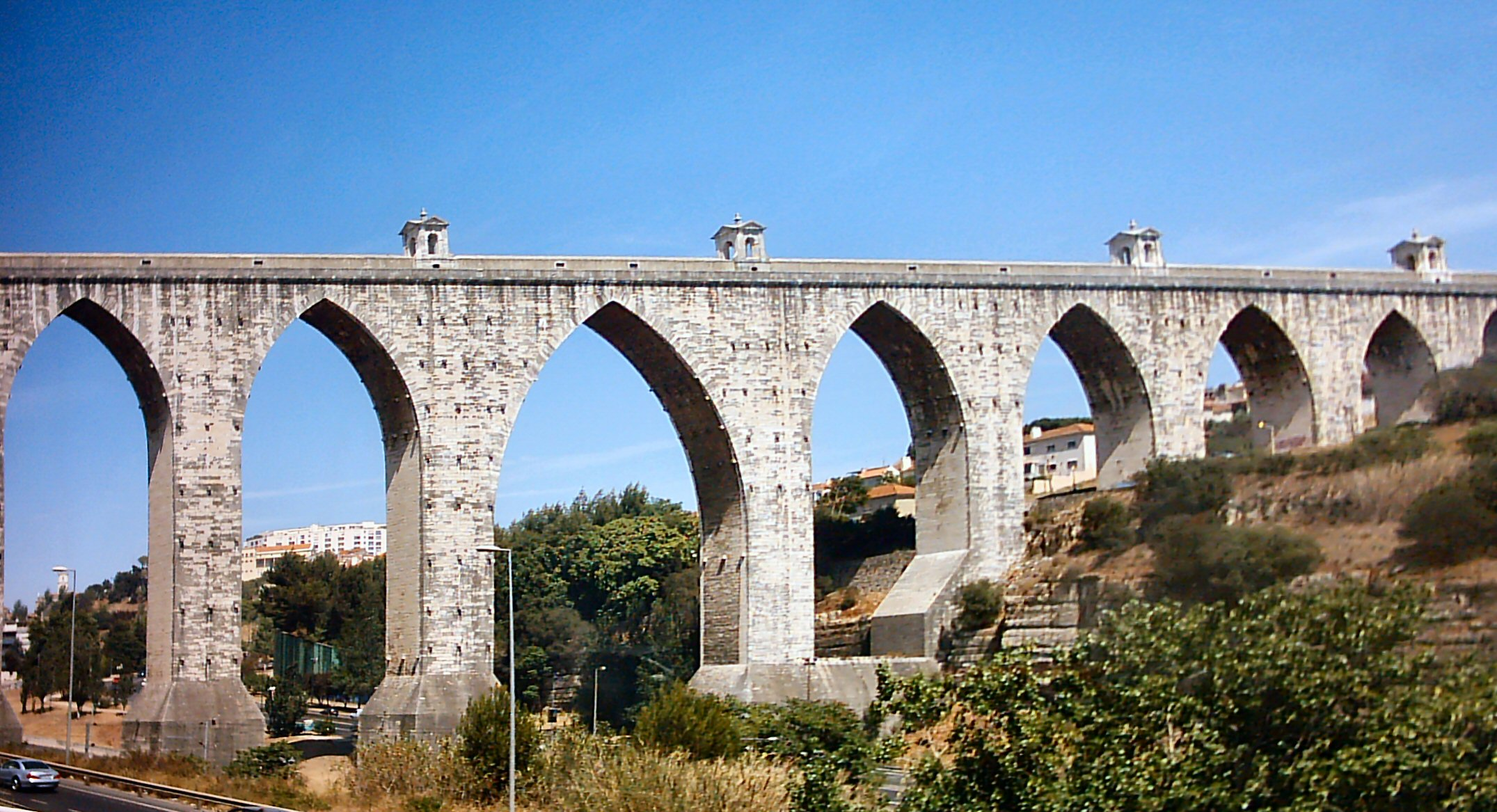
Až 65 m vysoké oblouky akvaduktu nad údolím Alcântara

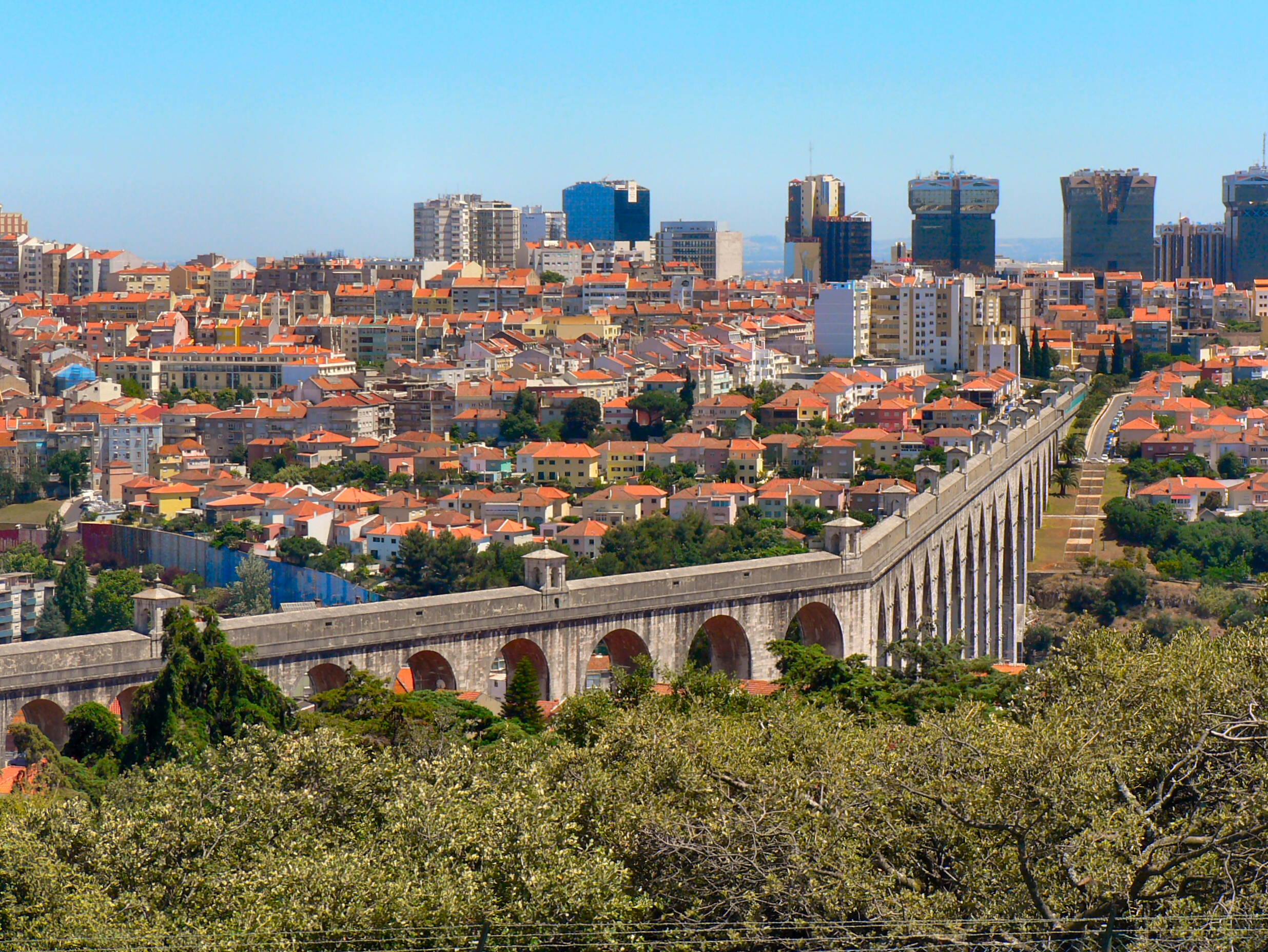
Akvadukt od západu

Akvadukt Águas Livres (portugalsky Aqueduto des Águas Livres, doslova Akvadukt svobodných vod) je historický akvadukt ve východní části hlavního města Portugalska Lisabonu. Hlavní trasa akvaduktu měří 18 km, ale celá síť kanálů dosahuje téměř 58 km. Akvadukt patří k nejpozoruhodnější příkladům portugalského inženýrství 18. století a je chráněn jako národní památka Portugalska.
Lisabon vždy trpěl nedostatkem pitné vody. Proto se král Jan V. rozhodl postavit akvadukt, který by přiváděl vodu ze zdrojů v tehdejší obci Caneças (patří pod dnešní obec Odivelas). Projekt byl hrazen ze zvláštních daní z prodeje hovězího masa, olivového oleje, vína a dalších produktů.

## Dějiny
V Lisabonu byl odjakživa nedostatek pitné vody. Ústí řeky Tajo hraničící s městem bylo příliš slané kvůli vtékání mořské vody. Jedinou oblastí se spolehlivou pramenitou vodou byla čtvrť Alfama. S růstem města mimo obvod středověkých hradeb rostla potřeba zásobování vodou. Ta mohla být řešena využitím vody z údolí řeky Carenque poblíž Belasu. Tento zdroj poprvé využili Římané, kteří zde postavili přehradu a akvadukt.
V roce 1571 portugalskému králi Sebastianovi navrhl Francisco de Holanda opět použít římskou myšlenku k zásobování Lisabonu vodou. V roce 1620 se znovu objevil návrh použít stále existující akvadukty z římské éry, tentokrát předložený Filipovi II. Král zavedl daň na financování stavby. Prostředky však šly na charitu, a ne na stavební práce.
Pokračující problémy s vodou znovu přitáhly pozornost vedení města v roce 1728. Byla proto uvalena daň na některé potravinářské výrobky, aby se zajistilo financování akvaduktu. O rok později, v roce 1729, byli jmenováni tři muži, aby připravili plán výstavby systému, který by zahrnoval monumentální akvadukt nad údolím Alcântara.

### Stavba
Stavba byla zahájena v roce 1731 pod vedením italského architekta Antonia Canevariho. Ten byl v roce 1732 nahrazen skupinou portugalských architektů a inženýrů, zahrnující Manuela da Maia, Azeveda Fortese a José da Silva Paise. V letech 1733 až 1736 projekt řídil Manuel da Maia, kterého pak nahradil Custódio Vieira, jenž zůstal v čele projektu až do roku 1747.
Custódio Vieira koncipoval klíčovou část akvaduktu nad údolím Alcântara, dokončenou v roce 1744. Přes údolí vede celkem 35 oblouků o delkové délce 941 m. Nejvyšší oblouky dosahují výšky 65 m a mnohé jsou špičaté, připomínající gotický styl. Přemostění údolí je považováno za mistrovské dílo barokního inženýrství.

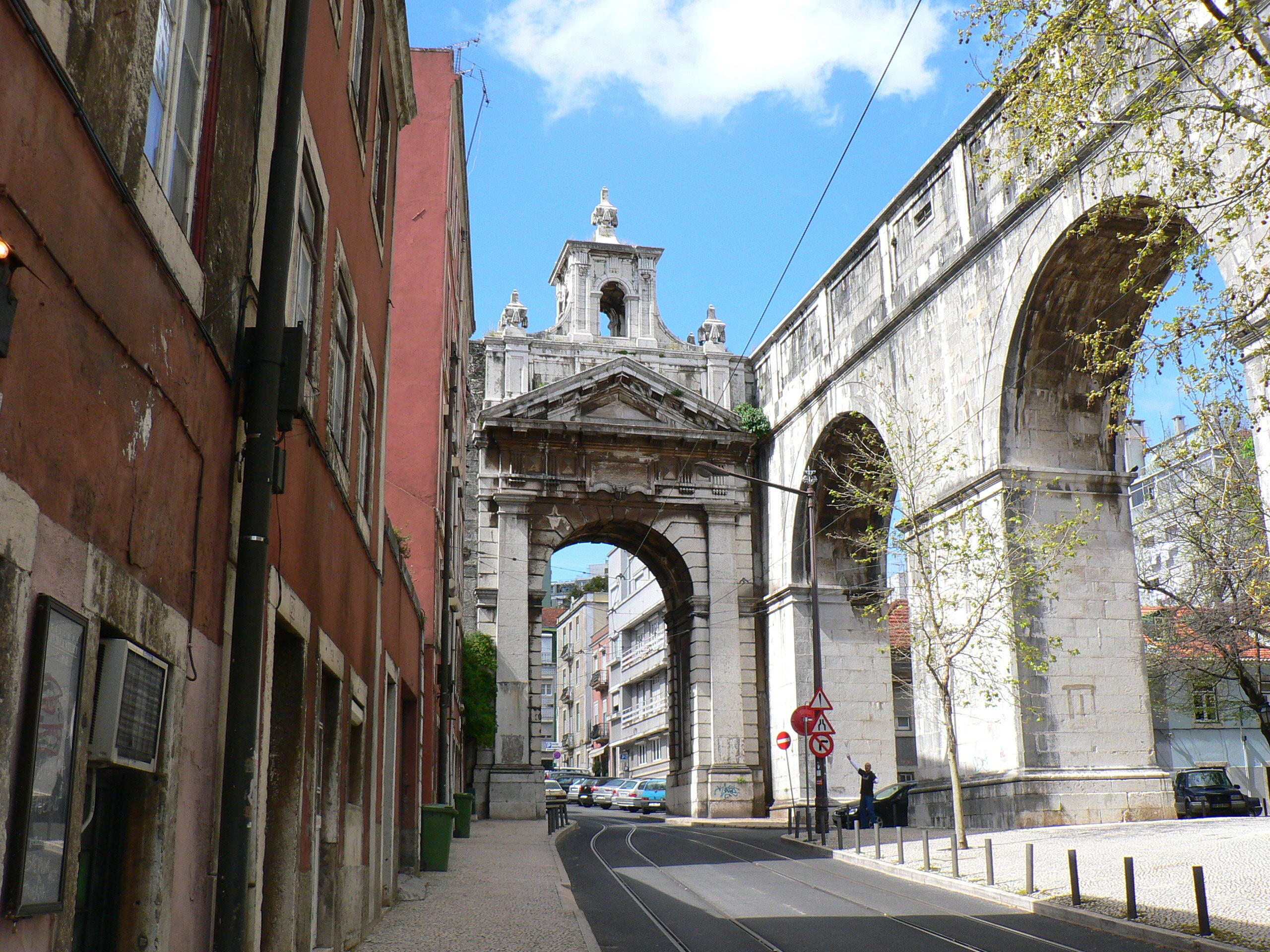
Akvadukt a pamětní oblouk ve čtvrti Amoreiras

V roce 1748 akvadukt konečně začal přivádět vodu do města Lisabon, ačkoli projekt stále nebyl dokončen, což oslavuje pamětní oblouk ve čtvrti Amoreiras. Od té doby stavbu řídili jiní architekti, zejména Carlos Mardela původem z Maďarska a další. Za vlády Josefa I. a Marie I. byla dále podstatně rozšířena síť kanálů a kašen.
1. listopadu 1755 zasáhlo město katastrofální zemětřesení, ale zbrusu nový akvadukt zůstal nepoškozen.

### Použití
Po zahájení provozu v roce 1748 akvadukt napájel novou síť kašen ve městě a fungoval jednoduše na základě gravitace. Kapacita systému se neustále zvyšovala kvůli rostoucí potřebě vody následkem zvětšujícícho se počtu obyvatel města. Akvadukt se často přestavoval na horním konci, aby se získalo více vody. Systém nakonec zahrnoval celkem 58,135 km podzemních a nadzemních potrubí a štol.
Největší z vodních nádrží akvaduktu, Mãe d'Água (Matka vody) v Amoreiras, byla dokončena v roce 1834. Přehradu s kapacitou 5 500 m³ vody navrhl Carlos Mardel. Nyní je neaktivní a lze ji navštívit jako součást Museu da Água (Muzea vody).
V 80. letech 19. století význam akvaduktu poklesl v důsledku zvýšeného odběru vody z řeky Alviela pomocí akvaduktu Alviela. Parní čerpadla tam plnila nádrž Barbadinhos, která pak zásobovala Lisabon. Akvadukt Águas Livres však zůstal v provozu až do roku 1967 jako nosič potrubí, které dopravovalo vodu z jiných zdrojů (uvnitř jsou stále viditelné betonové podpěry potrubí). Potrubí bylo vyřazeno z provozu až v roce 1968.
Akvadukt je dnes možné navštívit a přejít. Vychází se od Muzea vody v lisabonské čtvrti Campolide.